# Tkadleček
Tkadleček je česky psaná prozaická skladba, která se řadí k výrazným dominantám české středověké literatury. Předpokládaná doba vzniku je někdy po roce 1400. Umělecky i jazykovou bohatostí je Tkadleček na vysoké úrovni a vyrovná se stylistické vytříbenosti tehdejší náročné latinské prózy. Jako forma je zde využit spor, který má však povahu spíše filozofické disputace o problémech filozofických a teologických. Autorem je neznámý člověk, který musel být vzdělaný, znal antické klasiky a církevní autority středověku, velmi dobře se orientoval v Bibli.
Až do roku 1935 byl známý pouze jeden starý rukopis s tímto textem, který byl neúplný a nacházel se v bibliotéce strahovského premonstrátského kláštera. Novodobý opis pořízený kolem roku 1800 byl kdysi majetkem Josefa Dobrovského (nachází se v Národním muzeu v Praze, signatura I E 4). V roce 1935 byl nalezen druhý starý rukopis, opatřený razítkem strahovského kláštera; proto jej tehdy ještě ministr zahraničí Edvard Beneš koupil a vrátil strahovskému klášteru.

## Děj
Tkadleček, mladý milenec, obviňuje Neštěstí, že zavinilo nevěru jeho milé Adličky. Tato hádka nabývá stále obecnějšího charakteru, až se dostává k takovým problémům, jako je např. úloha zla ve světě, odkud se zlo na světě bere, či do jaké míry může člověk určovat svůj osud.

## Inspirace
Tkadleček je možná ovlivněn starší německy psanou skladbou Jana ze Žatce Oráč z Čech (Der Ackermann aus Böhmen), která je asi čtyřikrát kratší. Obsahuje věty, témata a motivy, dle kterých se usuzuje, že sloužila jako předloha.
Podle druhé verze, která se v současném literárněvědném bádání prosazuje, oba texty (tedy Oráč z Čech i Tkadleček) vycházely z neznámého 3. pretextu, který se nedochoval.

## Motivy
Tkalcem je zde obrazně míněn člověk živící se psaním, tedy písař či literát:
„Jáť jsem Tkadlec učeným řádem, bez dříví, bez rámu a bez železa tkáti umím. Člunek můj, jímžto osnuji, jest z ptačí vlny; příze má z rozličných zvířat oděvu jest. Rosa, jež roli mou skropuje, není obecná voda, ani sama o sobě, ale jest s obecnou vodou smíšena, jížto v svou potřebu jednak nahoru, jednak dolů i sem i tam krůpěj podávám.”
Obdobně je i v Oráči z Čech míněn oráčem vlastně písař: „Z ptačích křídel je můj pluh.”
A podobně jako v Oráči z Čech je zde použita tehdy oblíbená forma dialogického sporu mezi hlavním hrdinou (literátem) a obecným nepřítelem (v Tkadlečkovi Neštěstí, v Oráči z Čech Smrt).
Odkazy na díla klasiků (Sokrata, Aristotela, Vergilia, Horatia, Ovidia) a rafinovaností vyjadřování představuje skladba prozaickou analogii legendy o svaté Kateřině.